# George Placzek

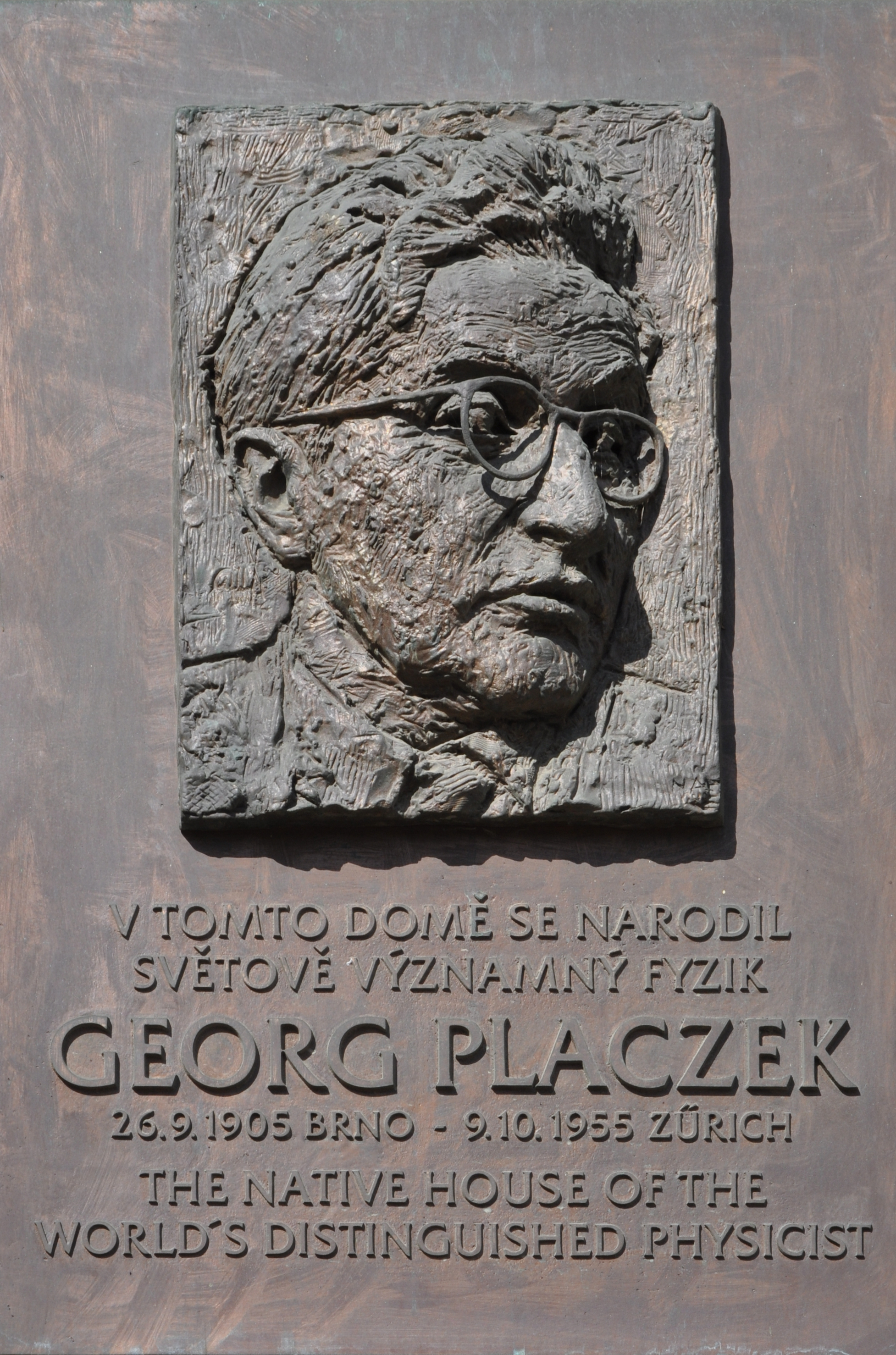
Gedenktafel für George Placzek an seinem Geburtshaus in Brünn.

George Placzek (geboren als Georg Placzek 26. September 1905 in Brünn, Österreich-Ungarn; gestorben 16. Oktober 1955 in Zürich) war ein tschechoslowakischer Physiker.

## Leben
Georg Placzek war ein Sohn des Alfred Placzek, einem Sohn des Brünner Rabbiners Baruch Placzek. Er studierte Physik in Prag und Wien; 1928 wurde er promoviert. Von 1932 bis 1939 forschte und lehrte er in Kopenhagen, Charkow, Paris, Jerusalem und an der Cornell University. Zusammen mit Niels Bohr und Rudolf Peierls erarbeitete er eine für die Weiterentwicklung der Kernforschung grundlegende Theorie der neutroneninduzierten Nuklearreaktionen (siehe auch  Bohr-Peierls-Placzek-Theorem). Seit 1942 beschäftigte er sich mit Neutronendiffusion. 1943 wurde er Präsident der Theoretical Physics Division des Canadian Nuclear Research Laboratory in den Chalk River Laboratories. 1945 arbeitete er am Los Alamos National Laboratory. 1946 war er bei der General Electric Company beschäftigt und wurde 1948 Mitglied des Institute for Advanced Study in Princeton.

## Schriften (Auswahl)
- Zusammen mit Max Planck, Carl Friedrich von Weizsäcker und Max Delbrück u. a.: The universe in the light of modern physics. London 1931.
- Rayleigh-Streuung und Raman-Effekt. Leipzig 1934.
- Zusammen mit Niels Bohr, Rudolf Peierls: Nuclear reactions in the continuous energy region. In: Nature. Band 144, 29. Juli 1939, S. 200–201, doi:10.1038/144200a0.
- Zusammen mit Kenneth Case und Frederic de Hoffmann: Introduction to the theory of neutron diffusion. Band 1. Los Alamos, N.M., 1953.
- The Rayleigh and Raman scattering. Berkeley, California, 1959.